# Emilie Tomanová
Emilie Tomanová (geboren Matošková) (Praag, 23 januari 1933 - aldaar, 16 maart 1994) was een Tsjechisch Illustrator, graficus en kunstschilder. Zij was getrouwd met de kunstenaar Karel Toman en experimenteerde met verschillende technieken waaronder etsen, drogenaald, lithografie en andere graveertechnieken. Haar werk is geïnspireerd door haar eigen leven en innerlijke gevoelens.
Ze studeerde af aan de Grafische Staatsschool Praag en de Academie voor Schone Kunsten in Praag. Tomanová exposeerde in verschillende landen: Tsjechië, Duitsland, België, Hongarije, Verenigde Staten en Thailand.